# Quintinite

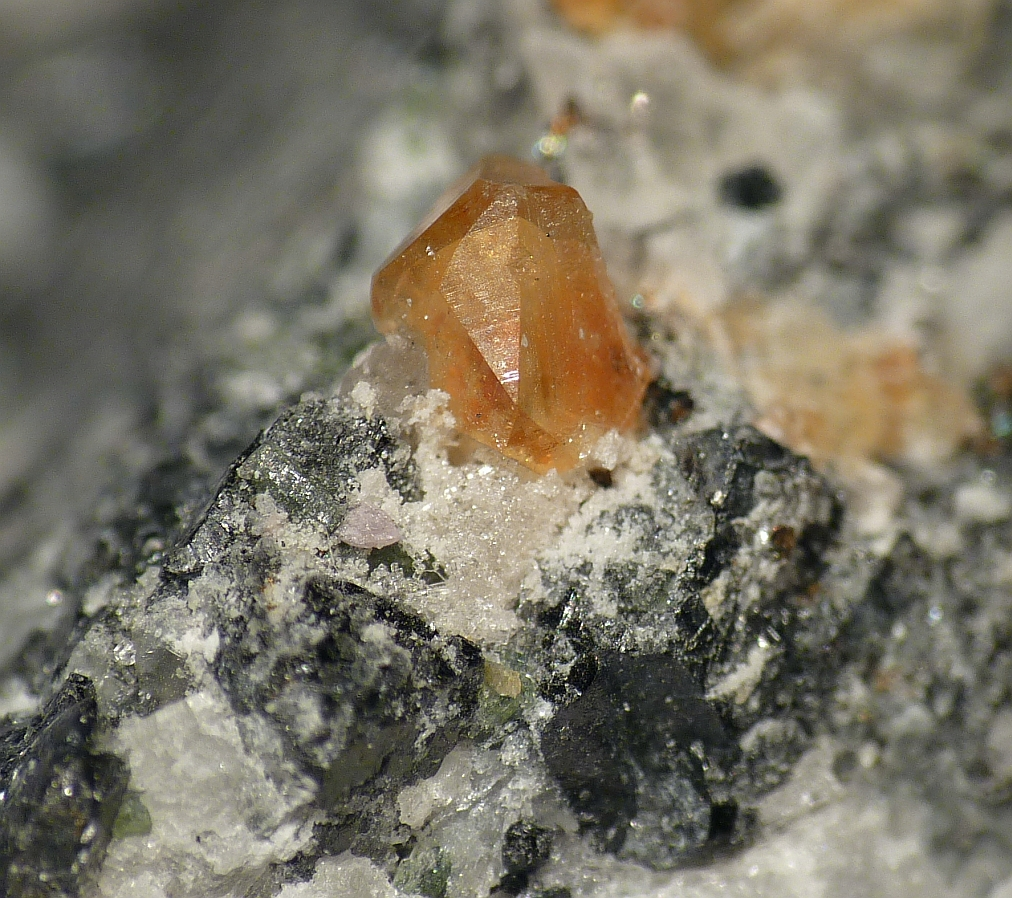
De la quintinite (mine de Jacupiranga, Brésil).

La quintinite est un minéral carbonaté, de formule chimique Mg4Al2(OH)12CO3⋅H2O. Incolore à jaune-orangé, elle cristallise dans un système hexagonal. Son éclat est vitreux, sa dureté de Mohs vaut 2.
Ce minéral a été nommé en l'honneur de  Quintin Wight, minéralogiste canadien né en 1935.